# Ariel Cuffaro Russo
Ariel Rubén Cuffaro Russo (Rosario, Argentina, 18 de junio de 1963) es un exfutbolista y actual entrenador. Sus inicios como jugador fueron en Rosario Central, club con el que se coronó campeón de Primera División. Su hermano Roque también fue futbolista; actualmente lo es uno de sus hijos, Cristian.

## Trayectoria

### Como futbolista
Luego de realizar las divisiones inferiores en el club, debutó en la primera del canalla el 25 de septiembre de 1983, ante Racing de Córdoba, cotejo válido por el Metropolitano, y en el que el equipo conducido por Ricardo Palma se impuso 2-1. Su participación en los dos años posteriores fue escasa; en 1984 Central perdió la categoría, recuperándola la temporada siguiente. Por cuestiones relativas a la modificación del calendario deportivo de AFA, el equipo debió esperar hasta mediados de 1987 para redebutar en Primera; por esto, prestó a la mayoría de sus jugadores a otros clubes, hasta tanto se reiniciara su competencia. Cuffaro pasó junto a Hernán Díaz y Hugo Galloni a Los Andes, club con el que llegó hasta cuartos de final en la liguilla por el segundo ascenso. 
Retornó a Central junto a sus compañeros para afrontar el Campeonato 1986/87, en el que tendría mayor participación, siendo la primera alternativa de reemplazo ante la ausencia de alguno de los marcadores centrales titulares, Edgardo Bauza y Jorge Balbis. Precisamente debió ocupar el lugar de este último en el tramo final del campeonato, ya que Balbis fue convocado para el Torneo Preolímpico Sudamericano Sub-23 de 1987, lo que le permitió jugar como titular en el partido consagratorio ante Temperley, el 2 de mayo de 1987, cuando Rosario Central consiguió ser campeón en Primera la temporada siguiente a ascender, hecho único en el fútbol argentino. Tras la venta de Balbis se afirmó como compañero de Bauza en la zaga; aportó también su cuota goleadora, como en el clásico ante Newell's disputado el 23 de abril de 1989, en el que marcó el primer tanto del encuentro que finalizó con victoria canalla 2-1. Se mantuvo en el club hasta fines de 1991. Vistió la casaca auriazul en 168 ocasiones y convirtió 11 goles.
Su siguiente equipo fue Millonarios de Colombia; allí tuvo su debut en un clásico bogotano disputado el 23 de febrero de 1992, en el que su equipo fue goleado por Independiente Santa Fe 7-3, marcando el tercer gol de su equipo. Continuó su carrera en Argentinos Juniors, club en el que cumpliría dos etapas (1992-93 y 1995), Belgrano de Córdoba (1994-95) y Gimnasia y Esgrima de Jujuy (1995-1998); en el Lobo jujeño obtuvo el tercer puesto en el Clausura 1998, la mejor campaña del club en Primera. Se retiró en ese equipo y pasó a formar parte del cuerpo técnico de Néstor Manfredi, por entonces entrenador del cuadro jujeño.

### Como entrenador
Sus primeros pasos fueron dirigiendo a Gimnasia y Esgrima de Jujuy en 1999, club que había entrado en una espiral de resultados negativos y terminó descendiendo a la Primera B Nacional en 2000. Se hizo cargo del equipo tras la salida de Manfredi. Durante 2002 condujo a Olmedo de Ecuador, sin mayor éxito.
En 2004 acompañó como ayudante de campo a Ángel Tulio Zof en el club de sus amores, Rosario Central. Juntos, lograron una gran temporada de 61 puntos que depositó a los auriazules en la Copa Sudamericana 2005 y en la Copa Libertadores 2006. En julio de 2005, ante el retiro de Zof de la dirección técnica, la dirigencia le otorgó el cargo de entrenador principal del primer equipo. Bajo su mandato, Central eliminó a Newell´s en el Clásico Rosarino disputado por la Copa Sudamericana de aquel año. Esa victoria por 1 a 0 con gol de Germán Rivarola, disputado el 29 de agosto, es recordado por los simpatizantes canallas como el Pirulazo (porque Pirulo es el apodo de Rivarola). A pesar de haber eliminado a su clásico rival de aquel torneo internacional, la campaña en el campeonato local no fue buena, y fue cesado en la fecha 16, luego de una derrota 0-2 ante Colón. 
En enero de 2006, tomó las riendas de Instituto de Córdoba haciendo dupla técnica con Leonardo Madelón, club en donde no pudieron torcer el rumbo del equipo camino al descenso, realizando una pobre campaña de 13 partidos jugados, con 2 victorias, 2 empates y 9 derrotas.
Luego de aquello, en 2008 retornó a trabajar en Rosario Central dirigiendo en las divisiones inferiores. Dirigió interinamente un encuentro del Clausura 2009, antes de la llegada de Miguel Ángel Russo. En julio de 2009, luego de que la comisión directiva no le renovara el contrato a éste, se hizo cargo nuevamente del primer equipo rosarino. El canalla (formando con mayoría de juveniles del club) hizo una muy buena campaña en el Torneo Apertura, en donde obtuvo 31 puntos. Pero tras la salida de Jesús Méndez y Gonzalo Castillejos, sumados a la lesión del arquero Jorge Broun y la mala política de incorporaciones, hicieron que los resultados en las primeras 12 fechas del Clausura fueran pobres, y el 26 de marzo del 2010 Ariel Cuffaro Russo acordó su alejamiento de la dirección técnica del club, dejando al equipo en zona de Promoción, donde finalmente acabó al fin de la Temporada anual.
Fue el entrenador de Oriente Petrolero de Bolivia en el Torneo Adecuación 2011, donde cumplió una floja gestión, dejando al cuadro santacruceño sin siquiera la clasificación a una copa internacional.
En 2015 se hizo cargo de la conducción de Central Córdoba de Rosario en la Primera C de la Asociación del Fútbol Argentino; tomó al equipo complicado en la zona de descenso, y realizó una campaña con la que no solo mantuvo la categoría, sino que también llegó a la final de la liguilla por el segundo ascenso a Primera B, cayendo ante Talleres de Remedios de Escalada 1-0 en el marcador global. En el campeonato siguiente, la campaña fue pobre, por lo que fue cesado de la dirección técnica del conjunto charrúa.
En marzo de 2017 retomó la conducción de Central Córdoba.

## Clubes

### Como jugador
| Club                        | País      | Año     |
| --------------------------- | --------- | ------- |
| Rosario Central             | Argentina | 1983-85 |
| Los Andes                   | Argentina | 1986    |
| Rosario Central             | Argentina | 1986-91 |
| Millonarios                 | Colombia  | 1992    |
| Argentinos Juniors          | Argentina | 1992-93 |
| Belgrano de Córdoba         | Argentina | 1993-94 |
| Argentinos Juniors          | Argentina | 1995    |
| Gimnasia y Esgrima de Jujuy | Argentina | 1995-98 |

### Como entrenador
| Club                        | País      | Año                      |
| --------------------------- | --------- | ------------------------ |
| Gimnasia y Esgrima de Jujuy | Argentina | 1999-2000                |
| Olmedo                      | Ecuador   | 2002                     |
| Rosario Central             | Argentina | 2005                     |
| Instituto de Córdoba        | Argentina | 2006                     |
| Rosario Central             | Argentina | 2009-10                  |
| Oriente Petrolero           | Bolivia   | 2011                     |
| Central Córdoba de Rosario  | Argentina | 2015-2016/2017 2019 2023 |

## Palmarés

### Como jugador
Campeonatos nacionales
| Título           | Equipo                | País      | Año     |
| ---------------- | --------------------- | --------- | ------- |
| Primera División | C. A. Rosario Central | Argentina | 1986-87 |